# سيرة المنتهى عشتها كما اشتهتني (رواية)
رواية سيرة المنتهى ...عشتها كما اشتهتني للكاتب واسيني الأعرج وهي رواية وسيرة ذاتية للمؤلف صدرت في نوفمبر 2014 مع مجلة دبي الثقافية ضمن سلسلة كتاب دبي الثقافية العدد 117 في جزئين. ثم عن دار الأداب في 497 صفحة

## نبذة
"سيرة المنتهى" هي استعارة تحيل إلى سدرة المنتهى، وهو لفظ ديني مرتبط بالعروج كما جاء في كتاب المعراج للمتصوف ابن عربي، والمعنى من هذا التداعي هو التحدث عن طريق الآخرين (الموتى) كحيلة من خلالها يعبر الكاتب عن بعض أجزاء حياته. وقد اختار واسيني أن يكتب في هذه الرواية السيرية رواية أأسلافه الأندلسيين وخاصة جده الكبير الموريسيكي (سيدي علي برمضان إلكوخو دي ألميريا) المسمّى الرُّوخو الذي عاصر أزمنة نهايات حكم العرب في الأندلس، وعاش كذلك زمن التحوّل إبَّان حكم الإسبان وإجبار من بقي هناك من المسلمين على اتخاذ أسماء إسبانية واعتناق المسيحية.

## الأسلوب
اعتمد الكاتب أسلوب الاتناص، إذ تحضر في كتاباته نصوصا عربية أو إسلامية أو محلية، كالقرآن والحديث ومحيي الدين ابن عربي، وأيضا نصوصا غربية التناص في الرواية فيستحضر عبارات دانتي اليغري في الكوميديا االإلهية ونيكوس كزانتزاكي في تقرير إلى غريكو, هذا التناص يحضر كرموز حضارية وثقافية وتاريخية تغني النص وتصفي عليه شاعرية 

## اقتباس
لك وحدك يا جدّي أوجّه خوفي وطفولتي العارية. لو وجدتَ عمري كلّه، شبيهًا بلحظة واحدة، من حياتك السخية، سأكون أسعد حفيد لك وأنا أتهيأ للقائك بقلب صغير، وشوق كبير إلى التربة التي شربت من دمك وعرقك، وشكلتني كما اشتهتْ، ولكنّي كتبتُها كما اشتهيتُ